# Sender Nagoldtal
Koordinaten: 48° 44′ 27″ N, 8° 43′ 31″ O

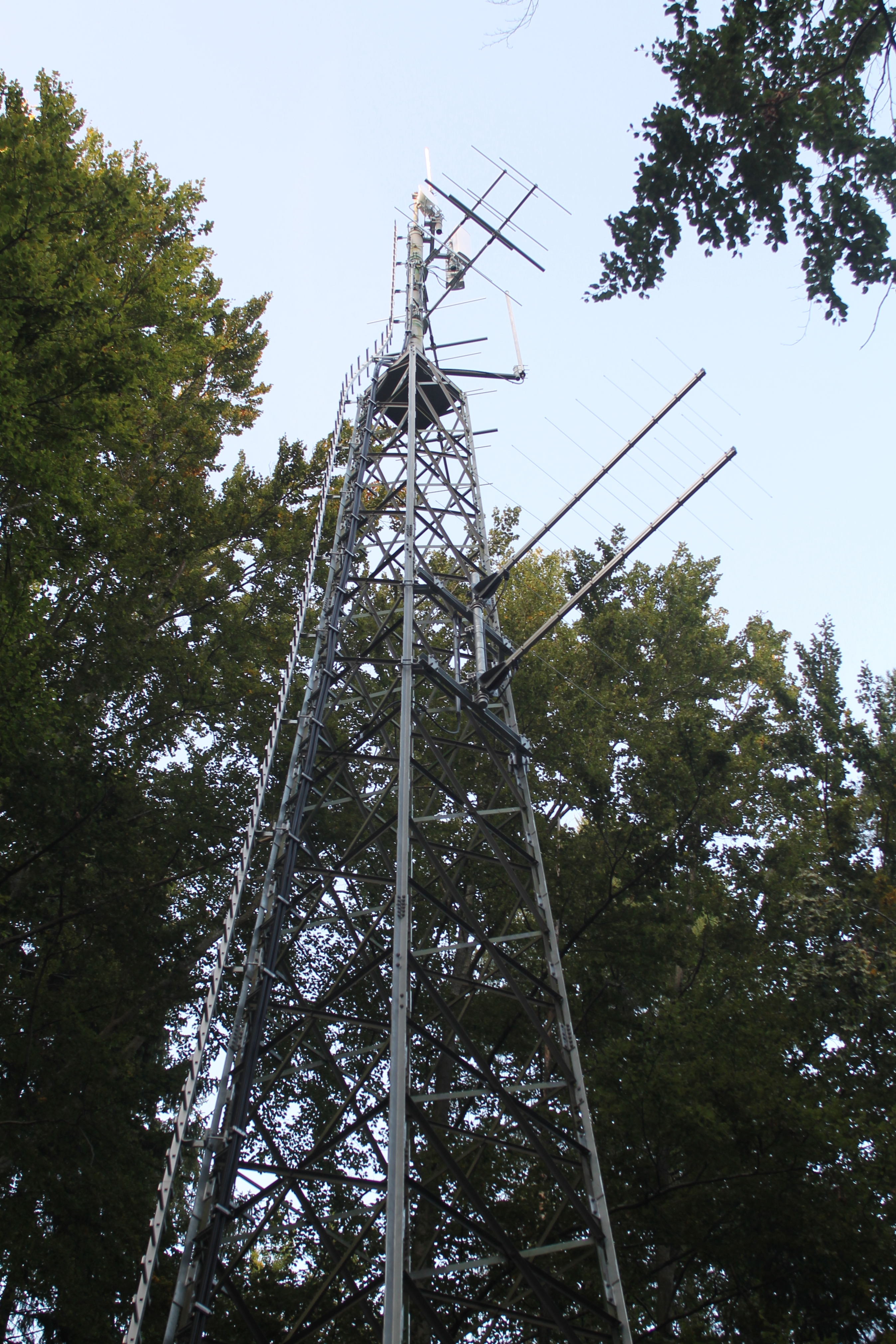
Sender Nagoldtal

Der Sender Nagoldtal ist ein Füllsender des Südwestrundfunks (ehemals des Südwestfunks) zur Ausstrahlung von Hörfunksignalen, der sich in einem Waldstück nordwestlich der Ortschaft Hirsau befindet. Von hier wird das Tal der Nagold nördlich von Calw ausgeleuchtet, das von den umliegenden Senderstandorten nicht erreicht werden kann. Als Antennenträger wird ein Sendeturm in der Bauart eines freistehenden Stahlfachwerkturms verwendet.

## Frequenzen und Programme

### Analoger Hörfunk (UKW)
Zurzeit gibt es auf dem Turm folgende analoge Hörfunksender:
| Frequenz (MHz) | Programm               | RDS PS   | RDS PI | Regionalisierung  | ERP (kW) | Richtcharakteristik rund (ND)/gerichtet (D) | Polarisation horizontal (H)/vertikal (V) |
| -------------- | ---------------------- | -------- | ------ | ----------------- | -------- | ------------------------------------------- | ---------------------------------------- |
| 97,4           | SWR1 Baden-Württemberg | SWR1_BW_ | D301   | –                 | 0,01     | D (340–290°)                                | H                                        |
| 90,4           | SWR Kultur             | SWR_Kult | D3A2   | Baden-Württemberg | 0,01     | D (340–290°)                                | H                                        |
| 99,5           | SWR3                   | __SWR3__ | D3A3   | Alb / Bodensee    | 0,01     | D (340–290°)                                | H                                        |
| 89,0           | SWR4 Baden-Württemberg | SWR4_TU_ | D704   | Tübingen          | 0,1      | D (340–290°)                                | H                                        |

Ebenso ist die Frequenz 93,2 MHz für diesen Standort vorgesehen, ob und wann sie in Betrieb genommen wird, ist unbekannt.

### Analoges Fernsehen (PAL)
Vor der Umstellung auf DVB-T diente der Sendestandort für analoges Fernsehen:
| Kanal | Frequenz (MHz) | Programm        | ERP (kW) | Richtcharakteristik rund (ND)/ gerichtet (D) | Polarisation horizontal (H)/ vertikal (V) |
| ----- | -------------- | --------------- | -------- | -------------------------------------------- | ----------------------------------------- |
| 10    | 210,25         | Das Erste (SWR) | 0,001    | D                                            | H                                         |